# Doddarangavvanahalli, Davanagere
Doddarangavvanahalli là một làng thuộc tehsil Davanagere, huyện Davanagere, bang Karnataka, Ấn Độ.